# Serotonina
La 5-hidroxitriptamina (5-HT) o serotonina es un neurotransmisor que se sintetiza a partir de la transformación del aminoácido triptófano. Se encuentra en plantas y animales interviniendo en muchos procesos fisiológicos. Su fórmula química es C10H12N2O.

En el ser humano la serotonina se sintetiza en los intestinos y en el cerebro, especialmente en los núcleos del rafe del tronco encefálico. El 90 % del total de la serotonina presente en el cuerpo humano se encuentra en el tracto gastrointestinal y en las plaquetas de la sangre. El resto reside en las neuronas del sistema nervioso.
Es un neuromodulador fundamental en la regulación de los estados de ánimo, las funciones fisiológicas y las conductas de los animales, incluido el ser humano; en los mamíferos participa en la regulación de la conducta social, las conductas alimentarias, el sueño, los ritmos circadianos, la atención, la ansiedad, la conducta sexual y la generación de patrones motores rítmicos como la masticación, la locomoción o la respiración.
En los humanos las alteraciones en el sistema serotonérgico se relacionan con trastornos conductuales y neurológicos que incluyen los alimentarios, la depresión, la epilepsia, la esquizofrenia y la ansiedad. Su concentración se reduce con el estrés.

## Historia
En 1935 el investigador italiano Vittorio Erspamer había demostrado que una sustancia hasta entonces desconocida, a la que llamó enteramina, producida por las células enterocromafines del intestino, estimulaba la contracción intestinal. El nombre serotonina refleja únicamente las circunstancias en las que se descubrió el compuesto. Fue inicialmente identificada como una sustancia vasoconstrictora en el plasma sanguíneo o serum, de ahí su nombre: serotonina, un agente del serum que aumenta el tono vascular.
A finales de los años 1940 aislaron y nombraron la serotonina: Maurice M. Rapport, Arda Green e Irvine Page, de la Clínica de Cleveland, Este agente fue identificado entonces químicamente como la 5-hidroxitriptamina (5-HT) por Rapport y desde entonces se le han asociado una amplia gama de propiedades fisiológicas. El de 5-HT ha sido el nombre más adoptado por la industria farmacéutica.

## Características
La 5-HT es una molécula que se incluye dentro del grupo de las monoaminas sintetizada en este caso, a partir del aminoácido Triptófano.

Aproximadamente el 90 % del total de la serotonina (5-HT) presente en el cuerpo humano se encuentra en el tracto gastrointestinal. Las células enterocromafines y las neuronas serotoninérgicas del plexo mientérico sintetizan, almacenan y secretan serotonina, que funciona como reguladora de la secreción, de la motilidad y de la sensación del intestino.

Luego de liberada desde el intestino, la serotonina puede ser encontrada en las plaquetas de la sangre, que la captan del suero y la distribuyen. La recaptación de serotonina (5-HT), mediante la proteína transmembrana de transporte la 5-HTT, representa el mecanismo principal del aclaramiento de 5-HT del plasma sanguíneo. Al llegar a la lesión de un vaso, la plaqueta libera la serotonina que actúa como vasoconstrictor, funcionando así como modulador de la coagulación.

Un porcentaje de la serotonina es sintetizado en neuronas serotoninérgicas del sistema nervioso central. Las neuronas serotoninérgicas residen principalmente en los núcleos del rafe dorsal, mediano y caudal del tronco cerebral. Estos núcleos proyectan a casi todas las partes del cerebro.
Como neurotransmisor la serotonina transmite señales entre las neuronas regulando la intensidad de su descarga.

Durante el desarrollo prenatal es un factor trófico en el desarrollo cerebral, y presenta distintos patrones de expresión durante el desarrollo embrionario y fetal.
Se produce dentro del cerebro, y no cruza la barrera hematoencefálica. 
La serotonina es metabolizada a ácido 5-Hidroxindolacético, principalmente por el hígado, y se excreta por los riñones en su fase final.
La serotonina influye en una variedad de funciones corporales y psicológicas; por ejemplo, se relaciona con el metabolismo del hueso, la producción de leche materna, la regeneración hepática y la división celular. 

Estimula el centro de vómito en el cerebro, causando náuseas. Puede haber un aumento en la osteoporosis. Con respecto a la sexualidad se ha demostrado que un porcentaje de las personas que toman medicamentos ISRS tienen una reducción del deseo y de su función sexual como efecto secundario de la droga. 

Sin embargo, el papel de la 5-HT en el comportamiento sigue siendo poco conocido debido a la falta de métodos para enfocar el cerebro y la síntesis en adultos.[cita requerida]

## Neurotransmisión de serotonina

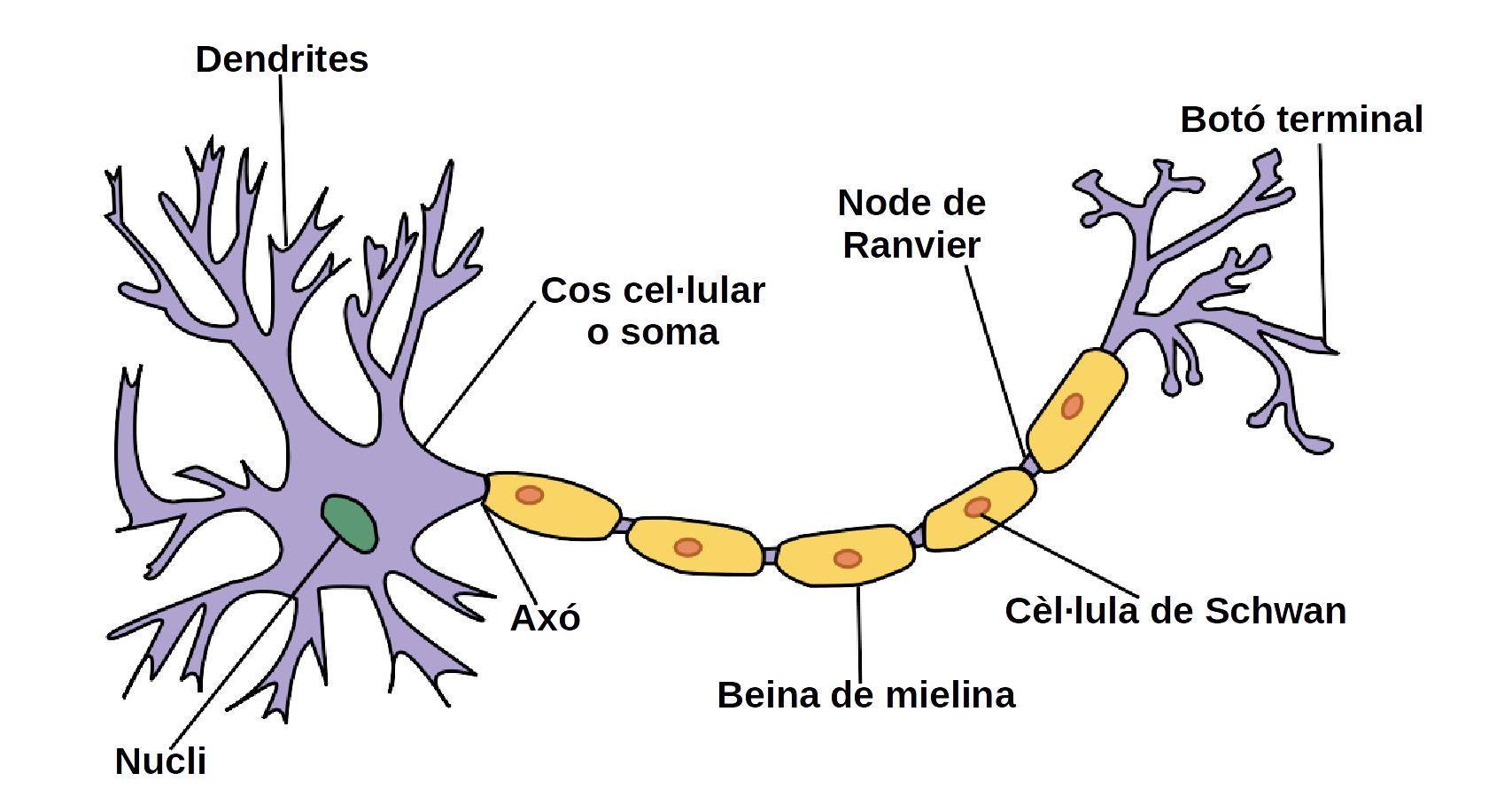
Fig.1 Partes de una neurona.

Las neuronas se interconectan formando redes o circuitos neuronales, que transmiten señales. Las señales son resultado de la interacción entre estas redes y  no de las características específicas de cada neurona individual.
El pericarion o soma es la zona de protoplasma de la neurona que rodea el núcleo y es el centro metabólico de la neurona, donde se realizan las actividades fundamentales.
El axón único, conduce el impulso nervioso de la neurona hacia otras células, ramificándose en su porción terminal y siendo la prolongación más larga.
Las dendritas son prolongaciones plasmáticas cortas, que se encuentran en gran número en toda la neurona y tienen como función recibir señales.
La célula nerviosa tiene dos funciones principales, la propagación del potencial de acción (impulso o señal nerviosa) a través del axón y su transmisión a otras neuronas o a células efectoras para inducir una respuesta.

### Criterios como neurotransmisor
La serotonina cumple con los criterios generales para ser clasificada como  neurotransmisor. La serotonina está presente, es liberada, su acción está identificada, activa su receptor y se inactiva luego de actuar.

Presencia del neurotransmisor:
- El agente químico debe estar localizado en los elementos presinápticos y probablemente distribuido en todo el cerebro.
- La neurona debe contener los precursores, las enzimas selectivas o un mecanismo de transporte específico para el neurotransmisor.
- En la sinapsis debe existir receptores para el neurotransmisor.

Liberación:
- La estimulación de las aferencias debe producir liberación del neurotransmisor en cantidades fisiológicas.

Identidad de acción:
- La aplicación directa del neurotransmisor a la sinapsis debe producir efectos idénticos a los producidos por estimulación eléctrica.

Activación del receptor del neurotransmisor
- La interacción del neurotransmisor con su receptor debe inducir cambios en la membrana que produzcan potenciales postsinápticos excitatorios o inhibitorios.
- La estimulación aferente o la aplicación directa de la sustancia debe producir efectos semejantes a los producidos por la aplicación de agentes farmacológicos.

Inactivación:
- Deben existir mecanismos de inactivación (difusión, enzimas metabólicas, sistemas de recaptación) que hagan concluir la interacción del neurotransmisor con el receptor.[16]

### Neurotransmisores monoamina
Los neurotransmisores son las sustancias químicas que se encargan de la transmisión de las señales a través de las sinapsis, desde una neurona hasta la siguiente.
La serotonina forma parte del grupo de neurotransmisor monoamina junto con noradrenalina, adrenalina, histamina y dopamina.

### Eventos bioquímicos
- Síntesis del neurotransmisor: El cuerpo neuronal produce ciertas enzimas que están implicadas en la síntesis. Estas enzimas actúan sobre determinadas moléculas precursoras captadas por la neurona para formar el neurotransmisor serotonina.
- Almacenamiento de moléculas de neurotransmisor en vesículas sinápticas, en las cuales el contenido (generalmente varios millares de moléculas) es cuántico. Algunas moléculas neurotransmisoras se liberan de forma constante en la terminación, pero en cantidad insuficiente para producir una respuesta fisiológica significativa.
- Liberación de transmisores por exocitosis. A la neurona presináptica llega un impulso nervioso y abre los canales de Ca+2. El Ca+2 entra y el neurotransmisor es vertido en el espacio sináptico.
- El neurotransmisor se une al neurorreceptor. La sustancia es capaz de estimular o inhibir rápida o lentamente, puede liberarse hacia la sangre para actuar sobre varias células y a distancia del sitio de liberación, puede permitir, facilitar o antagonizar los efectos de otros neurotransmisores. También puede activar otras sustancias del interior de la célula para producir efectos biológicos. Además, una misma neurona puede tener efectos diferentes sobre las estructuras postsinápticas, dependiendo del tipo de receptor postsináptico presente.
- Iniciación de las acciones del segundo mensajero. El receptor de la neurona postsináptica envía unas respuestas intracelulares que pueden desencadenar diferentes respuestas. Inactivación del transmisor, ya sea por degradación química o por reabsorción en las membranas.
- El neurotransmisor tiene que desaparecer por la presencia de un enzima específico que inactive el neurotransmisor o a través de la recaptación, proceso mediante el que la célula presináptica vuelve a coger el neurotransmisor y lo guarda en su interior (implica un ahorro de energía).[17]

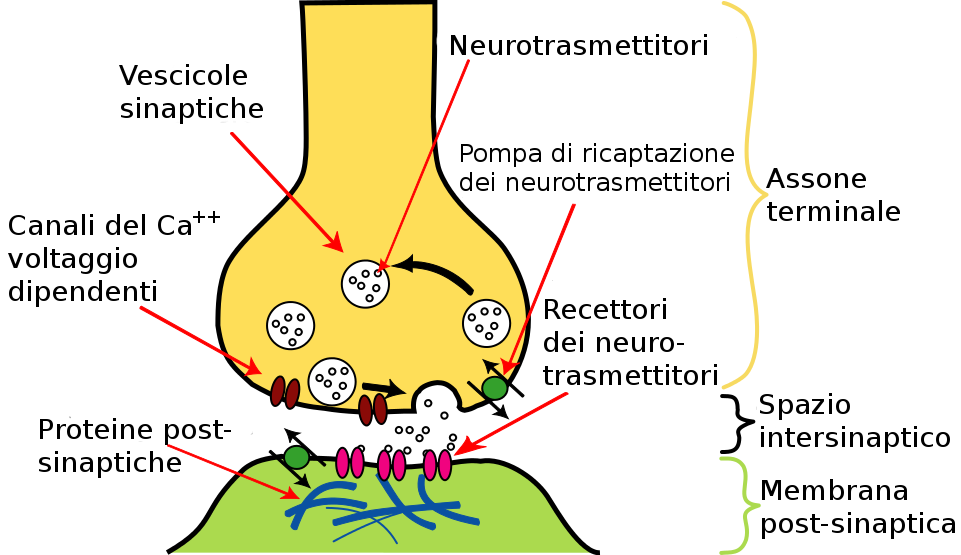
Fig.4 Neurotransmisión química.

Las alteraciones de la síntesis, el almacenamiento, la liberación, la degradación de los neurotransmisores, el cambio en el número o actividad de los receptores, pueden afectar a la neurotransmisión. Muchos trastornos neurológicos y psiquiátricos son debidos a un aumento o disminución de la actividad de determinados neurotransmisores y muchas drogas pueden modificarla; algunas producen efectos considerados adversos, como los alucinógenos , y otras pueden corregir algunas disfunciones patológicas, como los antipsicóticos. Como todos los neurotransmisores, los efectos de la 5-HT en el humor y el estado mental humanos, y su papel en la conciencia, son muy difíciles de determinar.
- Entre las principales funciones de la serotonina está la de regular el apetito mediante la saciedad, equilibrar el deseo sexual, controlar la temperatura corporal, la actividad motora y las funciones perceptivas y cognitivas.
- La serotonina interviene en otros conocidos neurotransmisores como la dopamina y la noradrenalina, que están relacionados con la angustia, ansiedad, miedo, agresividad, así como los problemas alimenticios.
- La serotonina también interviene en los parámetros de densidad ósea.[19][20] Las personas que toman antidepresivos del tipo inhibidores de la recaptación de la serotonina pueden generar osteoporosis (reducir la densidad ósea).

## Relación anatómica
Las neuronas de los núcleos del rafe son la fuente principal de liberación de la 5-HT en el cerebro.
Los núcleos del rafe son conjuntos de neuronas distribuidas en nueve grupos pares y localizadas a lo largo de toda la longitud del tronco encefálico, el cual está centrado alrededor de la formación reticular.

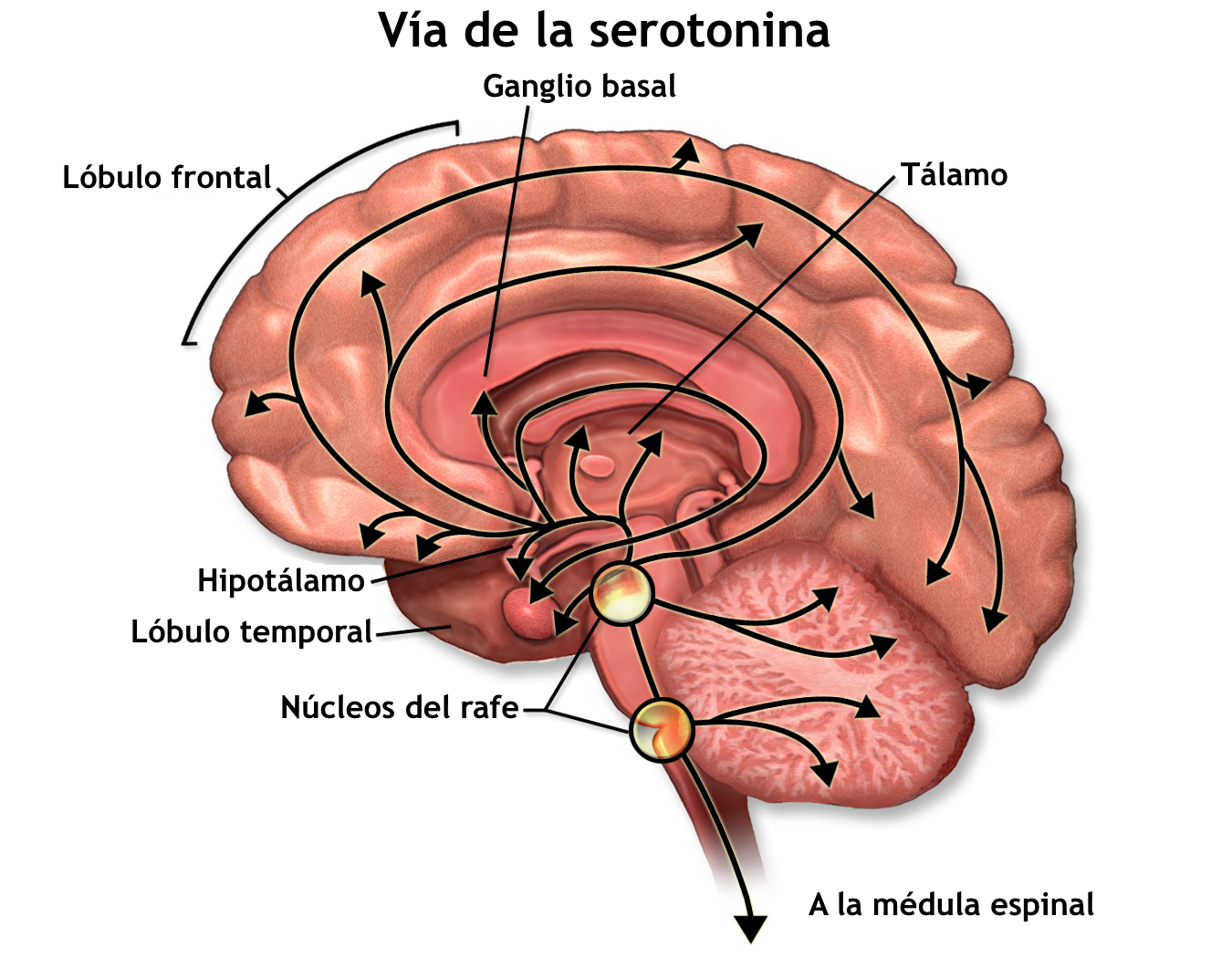
Vías de la Serotonina (5-HT).

Dahstrom y Fuxe describieron 9 grupos de células que contienen serotonina de B1 a B9:
- El grupo más grande de células serotonérgicas es el grupo B7 contiguo al B6.
- El grupo B6 y B7 son el núcleo dorsal del rafe.
- EL B8 es el núcleo medio del rafe. núcleo central superior.
- EL B9 tecmento lateral del puente y del cerebro medio.
- El B1 a B5 caudalmente y contienen un número bajo de células serotonérgicas.

La serotonina liberada por las terminales sinápticas de las neuronas del rafe, activa de manera inmediata autorreceptores en las propias terminales que la liberaron. De esa manera disminuyen la excitabilidad subsiguiente y la frecuencia de disparo y la liberación de manera localizada. La regulación diferencial de la liberación en cada compartimiento celular, permite que la misma neurona produzca diferentes tipos de efectos dependiendo de la frecuencia de disparo.
Destino de los axones de las neuronas ubicadas en el núcleo rostral dorsal del rafe:
- Tálamo
- Núcleo estriado
- Hipotálamo
- Núcleo accumbens
- Neocórtex
- Giro cingulado
- Cíngulo
- Hipocampo
- Amígdala

Las axones de las neuronas de los núcleos del rafe terminan en, por ejemplo:
- Núcleos cerebelosos profundos
- Corteza cerebelosa
- Médula espinal

Así, la activación de este sistema serotoninérgico tiene efectos en varias áreas del cerebro, lo que explica los efectos terapéuticos en su modulación.

### Microanatomía
La 5-HT, como se piensa, es liberada de las varicosidades serotonérgicas al espacio extra-neuronal, en otras palabras, desde los hinchazones (varicosidades) y a lo largo del axón, no solo por botones sinápticos terminales (esquema de neurotransmisión clásico). Desde este punto es libre de difundirse sobre una región relativamente grande de espacio (> 20 µm) y activar los receptores 5-HT localizados sobre las dendritas, pericariones y las terminaciones presinápticas de neuronas adyacentes.

#### Receptores
No existe un receptor único para la serotonina, sino que se ha visto que estos comprenden una gran familia de receptores con funciones específicas en las áreas pre y postsinápticas. Estudios farmacológicos y fisiológicos han contribuido a la definición de muchos subtipos de receptores.
Los receptores postsinápticos de serotonina (R5-HT) tienen efectos inhitorios o excitatorios sobre las neuronas corticales. Los receptores de serotonina con efectos inhitorios son (HTR-1A y HTR-5A), en tanto los receptores de serotonina con efectos excitatorios son (HTR-2A, HTR-2C, HTR-4, HTR-6)

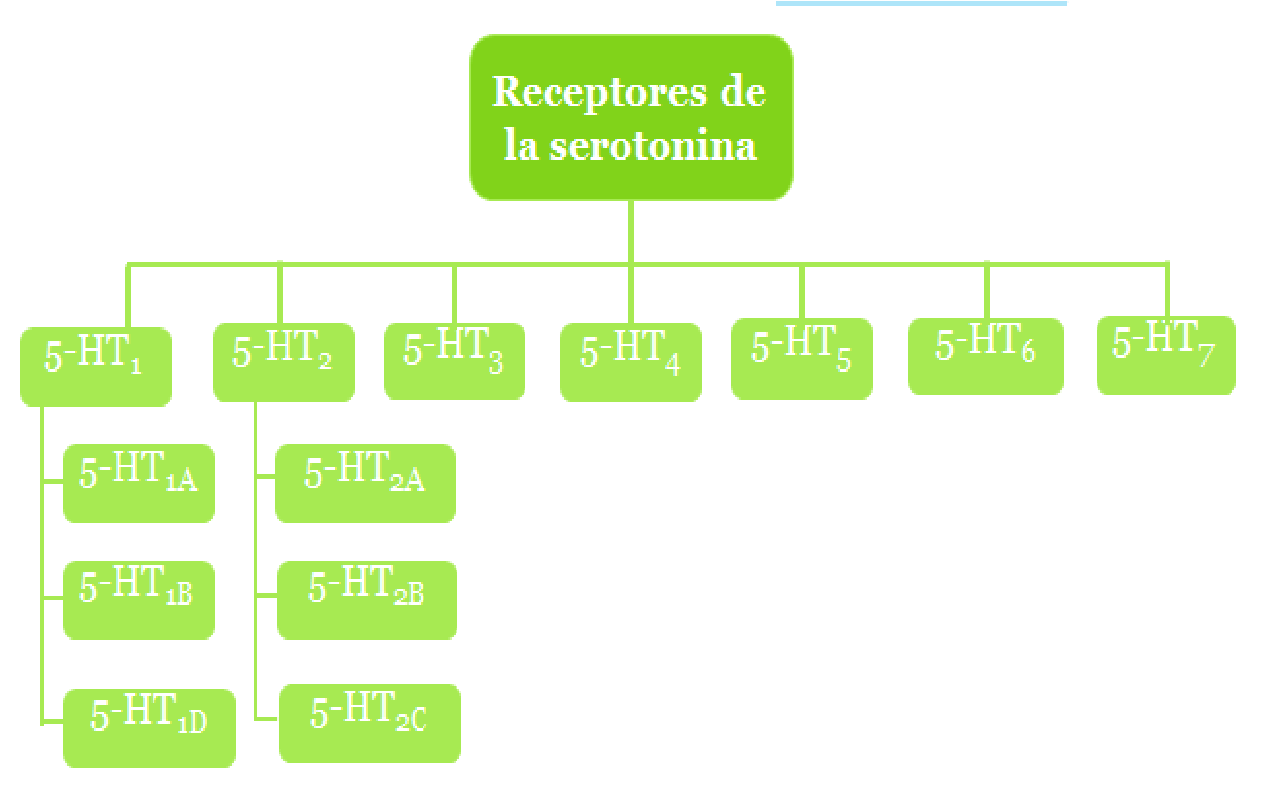
Fig.5 Receptores de la serotonina.

Existen 7 tipos de receptores de serotonina, que a su vez presentan algunas diferencias entre especies: los receptores de 5HT-1 a 5HT-7.
- La familia de receptores 5HT-1 son aquellos que tienen un efecto inhibidor de la actividad. 5HT-1A actúa en los somas de las neuronas serotoninérgicas o en las áreas terminales de dichas neuronas, normalmente en el sistema límbico o la corteza cerebral. En ellos, la unión de serotonina inhibe la propia síntesis del NT. Los receptores 5HT1B y 1D en humanos, al unir la serotonina inhiben la liberación de dicho neurotransmisor mediante la falta de adenilato ciclasa en los receptores postsinápticos que se encuentran en la hendidura sináptica.
- Los receptores de la familia 5HT-2 activan neuronas, serotoninérgicas o heterorreceptores. En ellas estimulan la producción de segundos mensajeros como el IP3 o el DAG. Los 5HT-2A actúan a nivel de corteza cerebral y 5HT-2C en los plexos coroideos, controlando el líquido cefalorraquídeo.
- Los receptores 5HT-3 están acoplados a canales iónicos de potasio, sodio o calcio, se denominan ionotrópicos. Se localizan en el tronco del encéfalo y están formados por 5 subunidades (del tipo 5HT-3A y -3B) y es muy similar al receptor nicotínico. Se encuentra en neuronas serotoninérgicas, heterorreceptoras, donde interviene en la percepción del dolor mediante la liberación de la sustancia P, neuronas de GABA, dopamina y acetilcolinérgicas donde se encarga de la liberación de dopamida y otros neurotransmisores.
- Los tipos 5HT-4, -6 y -7 están acoplados, todos ellos, a las importantes proteína G. Cuando activan las proteínas G facilitan la activación de la adenilato ciclasa, aumentando los niveles internos de AMPc, aumentando la capacidad de transmitir una señal de la neurona. 5-HT4 se encuentra en neuronas dopaminérgicas del hipocampo donde actúa como heterorreceptor facilitando la liberación de dopamina, que conlleva una mejora de los procesos cognitivos de memoria.
- Por otra parte de 5HT-5 se conoce muy poco y su función exacta todavía permanece sin descubrir.[cita requerida]
- El 5HT-6 está estrechamente relacionado con la regulación de los comportamientos emocionales. Es con este receptor de serotonina con el que actúan muchos psicotrópicos, teniendo el LSD más afinidad por este receptor que la propia serotonina. Muchos fármacos contra la esquizofrenia están relacionados con la inhibición de estos receptores. Se encuentra en el hipocampo, la corteza cerebral y el sistema límbico.
- Los receptores 5HT-7 se encuentran en el núcleo supraquiasmático del hipotálamo. Realiza su actividad mediante la activación de la adenilato ciclasa y el AMPc. Se encarga de regular los ciclos circadianos electrofisiológicos y metabólicos, relacionados con el hambre o el sueño.[25]

#### Factores genéticos
Las variaciones genéticas en los alelos que codifican para los receptores de serotonina actualmente son conocidos por tener un impacto significativo sobre la probabilidad en la generación de ciertos problemas y desórdenes fisiológicos. Por ejemplo, una mutación en el alelo que codifica para el receptor HTR2A conlleva la duplicación del riesgo de suicidio de quienes tienen ese genotipo.
Sin embargo, las pruebas de este hallazgo aún tienen que ser reproducidas satisfactoriamente, pues se observa que se han generado dudas sobre la validez de este descubrimiento. Es muy improbable que un gen individual sea el responsable del incremento de suicidios. Es más probable que un número de genes se combinen con factores exógenos para afectar el comportamiento de este modo.
Este gen (HTR2A) codifica uno de los receptores para la serotonina. Las mutaciones en este gen están asociadas con la susceptibilidad a la esquizofrenia y el trastorno obsesivo-compulsivo, y también están asociados con la respuesta al antidepresivo citalopram en pacientes con trastorno depresivo mayor.

#### Terminación
La acción serotoninérgica es terminada primariamente mediante la captación de 5-HT en la sinapsis. Se piensa que mediante un transportador de monoaminas específico para 5-HT, el transportador de recaptación de 5-HT, en la neurona presináptica. Varios agentes pueden inhibir la recaptación de 5-HT incluyendo el MDMA o éxtasis, anfetamina, cocaína, dextrometorfano (un antitusivo), antidepresivos tricíclicos (TCAs) y los Inhibidores Selectivos de la Recaptación de Serotonina (ISRS).

## Síntesis

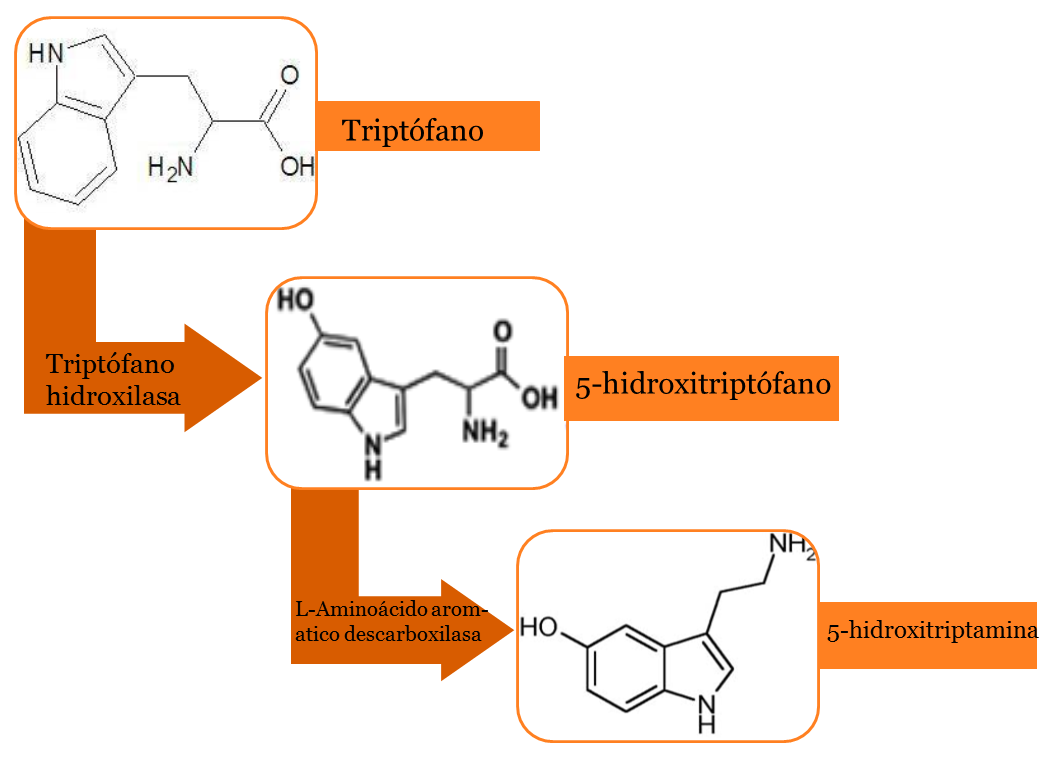
Síntesis de la serotonina.

En el cuerpo la serotonina es sintetizada en la neurona, tanto en el núcleo como en las terminaciones a partir del aminoácido triptófano que involucra dos enzimas: triptófano hidroxilasa (TPH) y una L-aminoácido aromático descarboxilasa (DDC). Una vez que el triptófano se encuentra dentro de las neuronas adecuadas la enzima triptófano hidroxilasa generará 5-hidroxitriptófano, mediante la adición de un grupo hidroxilo al triptófano, formando la 5 hidroxitriptofano. La descarboxilasa de aminoácidos, la segunda enzima presente en este proceso, toma la 5-hidroxitriptófano y le quita el grupo carboxilo dando como resultado la serotonina. La reacción mediada por TPH es una etapa limitante en la vía. La TPH ha sido vista en dos formas existentes en la naturaleza: TPH1, encontrada en varios tejidos, y la TPH2, que es una isoforma cerebro-específica. Hay evidencia de polimorfismos genéticos en ambos tipos con influencia sobre la susceptibilidad a la ansiedad y la depresión. También hay evidencia de cómo las hormonas ováricas pueden afectar la expresión de la TPH en varias especies, sugiriendo un posible mecanismo para la depresión posparto y el síndrome de estrés premenstrual.
Como ya se mencionó la síntesis de la serotonina tiene lugar en las neuronas serotoninérgicas donde se produce a partir del triptófano. Este aminoácido sí puede pasar a través de la barrera hematoencefálica y se obtiene de la dieta en cantidades suficientes para la síntesis de la serotonina y otros compuestos. El triptófano es un aminoácido aromático neutro y compite por el transportador de membrana con la tirosina.
La serotonina ingerida por vía oral no pasa dentro de las vías serotoninérgicas del sistema nervioso central porque ésta no cruza la barrera hematoencefálica. Sin embargo, el triptófano y sus metabolitos 5-hidroxitriptófano (5-HTP), con los cuales la serotonina es sintetizada, sí pueden, y cruzan la barrera hematoencefálica. Estos agentes están disponibles como suplementos dietarios y pueden ser agentes serotoninérgicos efectivos. Un producto del clivaje es el ácido 5-hidroxindolacético (5 HIAA), el cual es excretado en la orina. Algunas veces, la Serotonina y el 5 HIAA son producidos en cantidades excesivas por ciertos tumores o cánceres, y los niveles de tales sustancias puede ser medida en orina para verificar la presencia de dichas patologías.

## Funcionalidad
Investigaciones recientes sugieren que la serotonina juega un papel importante en la regeneración hepática y actúa como mitógeno (que induce la división celular) a lo largo del cuerpo.
La función serotoninérgica es fundamentalmente inhibitoria.[cita requerida] Ejerce influencia sobre el sueño y se relaciona también con los estados de ánimo, las emociones y los estados depresivos. Afecta al funcionamiento vascular así como a la frecuencia del latido cardiaco.
Regula la secreción de hormonas, como la del crecimiento. Cambios en el nivel de esta sustancia se asocian con desequilibrios mentales como la esquizofrenia o el autismo infantil.
También desempeña una función importante en el trastorno obsesivo-compulsivo, un desorden de ansiedad. Algunos hongos alucinógenos, el LSD y el MDMA actúan intensamente en los receptores serotonínicos. Entre las funciones fisiológicas de la serotonina destaca la inhibición de la secreción gástrica, la estimulación de la musculatura lisa y la secreción de hormonas por parte de la hipófisis. Los bajos niveles de serotonina en personas con fibromialgia explican en parte el porqué de los dolores y los problemas para dormir. Dichos niveles bajos se han asociado también a estados agresivos, depresión y ansiedad e incluso a las migrañas, debido a que cuando los niveles de serotonina bajan, los vasos sanguíneos se dilatan. Desempeña una función importante en la proliferación linfocitaria dependiendo del tipo de receptor estimulado (5-HT1A vs. 5-HT7).
La Serotonina tiene efecto modulador general e inhibidor de la conducta, influye sobre casi todas las funciones cerebrales, inhibiendo en forma directa o por estimulación del GABA (ácido gamma-amino-butírico). De este modo regula la timia que es el comportamiento exterior del individuo, el sueño, actividad sexual, apetito, ritmos circadianos, funciones neuroendocrinas, temperatura corporal, dolor, actividad motora y funciones cognitivas:
- Regulación del sueño: La Serotonina es el mediador responsable de las fases III y IV del sueño lento. El ritmo sueño-vigilia está regulado por el balance adrenérgico-serotoninérgico, y la disminución de la latencia REM, característica de los estados depresivos que es debida a un desbalance  serotoninérgico-colinérgico.
- Regulación de la actividad sexual: La serotonina presenta un efecto inhibitorio sobre la liberación hipotalámica de gonadotrofinas con la consecuente disminución de la respuesta sexual normal. La disminución farmacológica de la serotonina directa o por competitividad aminérgica facilita la conducta sexual.
- Regulación de las funciones neuroendocrinas: La serotonina es uno de los principales neurotransmisores del núcleo supraquiasmático hipotalámico del cual depende la sincronización de los ritmos circadianos endógenos de todo el organismo. Influye también en la regulación inhibitoria o estimuladora de los factores peptidérgicos de los ejes hipotálamo-hipófiso-periféricos.
- Regulación termo-nociceptiva: La serotonina produce un efecto dual sobre la termia según sea el receptor estimulado. El 5TH1 produce hipotermia y el 5HT2 hipertermia. En el sueño de ondas lentas se produce el pico mínimo de temperatura coincidente con la aparición del pico máximo de secreción de hormona del crecimiento. La serotonina es un neuromodulador nociceptivo importante. Los agonistas producen analgesia en animales de laboratorio, siendo bien conocido el efecto antálgico de los antidepresivos tricíclicos.[30]

## Serotonina y conducta sexual
El comportamiento humano depende de la cantidad de luz que el cuerpo recibe por día. De esta manera se produce durante las estaciones menos soleadas (otoño e invierno) un aumento de la depresión y falta de estímulo sexual. Cuando llega la primavera y el verano, la serotonina se condiciona a la luz que recibe del organismo, lo que conlleva un aumento progresivo del bienestar y la felicidad con mayor estímulo sexual, producto de las concentraciones de este neurotransmisor en el cerebro.
Se podría decir que la serotonina es la «hormona del placer», además de ser la «hormona del humor».

Veamos esto mediante un claro ejemplo: Para que se produzca la eyaculación u orgasmo, el hipotálamo libera oxitocina a través de la hipófisis (hormona que se segrega en la neurohipófisis y que también es responsable de las contracciones durante el parto). Después de eyacular, aumenta considerablemente la cantidad de serotonina en el cerebro lo que provoca un estado de placer y tranquilidad.
Después del placer, se produce un mecanismo de realimentación que reabsorbe la serotonina. Este mecanismo estimula la liberación de hormonas como somatotropina (hormona del crecimiento) y prolactina (tiene acción sobre las glándulas mamarias actuando en su crecimiento y formación de leche) e inhibe la secreción de las hormonas luteinizante (LH), y foliculoestimulante (FSH) que son las encargadas de estimular la síntesis de AMP cíclico que a su vez estimula la biosíntesis de esteroides sexuales. Este mecanismo de realimentación no sería posible si no se produjese la absorción de serotonina por la hipófisis. 

Así pues, se sabe que la presencia de serotonina produce el placer, y su reabsorción desencadena una serie de reacciones que estimulan la secreción de hormonas, que a su vez producen ínfimamente crecimiento y controlan la maduración del folículo ovárico y la secreción de hormonas sexuales y la espermatogénesis entre otras cosas.

## Serotonina y peso corporal
La serotonina desempeña un papel fundamental en la regulación del peso corporal. Desde la década de 1980 se ha confirmado una relación directa entre los niveles de serotonina y el control del apetito.
En 2010 se publicó un estudio donde se confirman los receptores específicos encargados de regular el peso corporal vía serotonina. Los receptores serotonina 2C y serotonina 2B influyen en el apetito debido a un aumento o inhibición en la actividad de los receptores de melanocortina.